# 加伊夫卡 (多布羅韋利奇基夫卡區)
48°34′22″N 31°2′20″E / 48.57278°N 31.03889°E
加伊夫卡（烏克蘭語：Гаївка），是烏克蘭中部的村莊，隸屬基洛夫格勒州的新烏克蘭卡區。該村始建於1850年，面積4.55平方公里，海拔高度150米，2024年人口436，人口密度每平方公里159.5人。